# 浅田剛夫
浅田 剛夫 (あさだ たけお、1942年7月1日-) は、日本の経営者。

## 人物
三重県津市出身。
1965年中央大学経済学部を卒業。製造会社を経て、1970年井村屋製菓 (現井村屋グループ) 入社。
1993年取締役、1999年常務取締役、2001年専務取締役、2003年社長。
2010年6月、持株会社制度に移行し、井村屋グループ社長。2013年6月会長。
2018年、渋沢栄一賞受賞。
2022年、秋の受勲により旭日双光章を受章した。
2023年、取締役会議長、新事業・新商品開発管掌。
同年、食料産業特別貢献大賞を受賞した。

## テレビ番組
- 『がっちりマンデー!!』（2012年9月30日、TBSテレビ）- 井村屋グループの特集に当時の社長としてスタジオ出演[6]。
- 日経スペシャル カンブリア宮殿 誰にも負けない小豆で、他にない商品を作れ！（2017年5月25日、テレビ東京）- 出演時、井村屋グループ会長[7]。